# Parco naturale del Marguareis
Il parco naturale del Marguareis è un'area naturale protetta del Piemonte che copre parte della Valle Pesio e dell'Alta Val Tanaro. Prende il nome dalla Punta Marguareis, la più alta delle Alpi Liguri.

## Storia

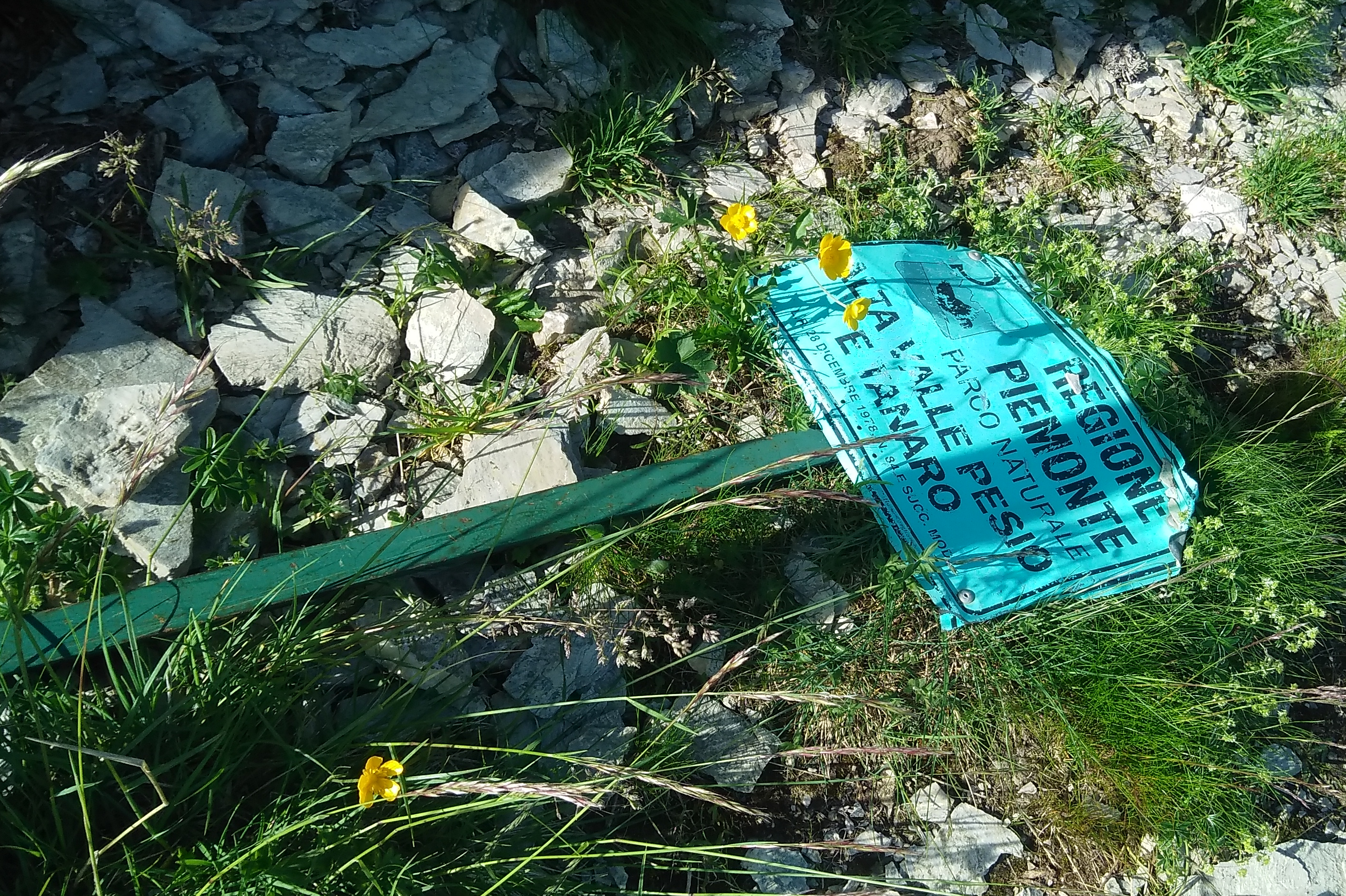
Una palina con la vecchia denominazione

Il parco è stato istituito dalla Regione Piemonte il 28 dicembre 1978 in applicazione della legge regionale nr.43 del 1975. È stata la prima area naturale protetta della provincia di Cuneo e una delle prime sei del Piemonte. Fino al 31 dicembre 2011 il parco si chiamava Parco naturale dell'Alta valle Pesio e Tanaro. Nel 2019, con l'approvazione della legge regionale 27 marzo 2019 nr. 11, l'area protetta è stata ampliata portandola in totale a 8.403 ha di superficie.

## Ambiente

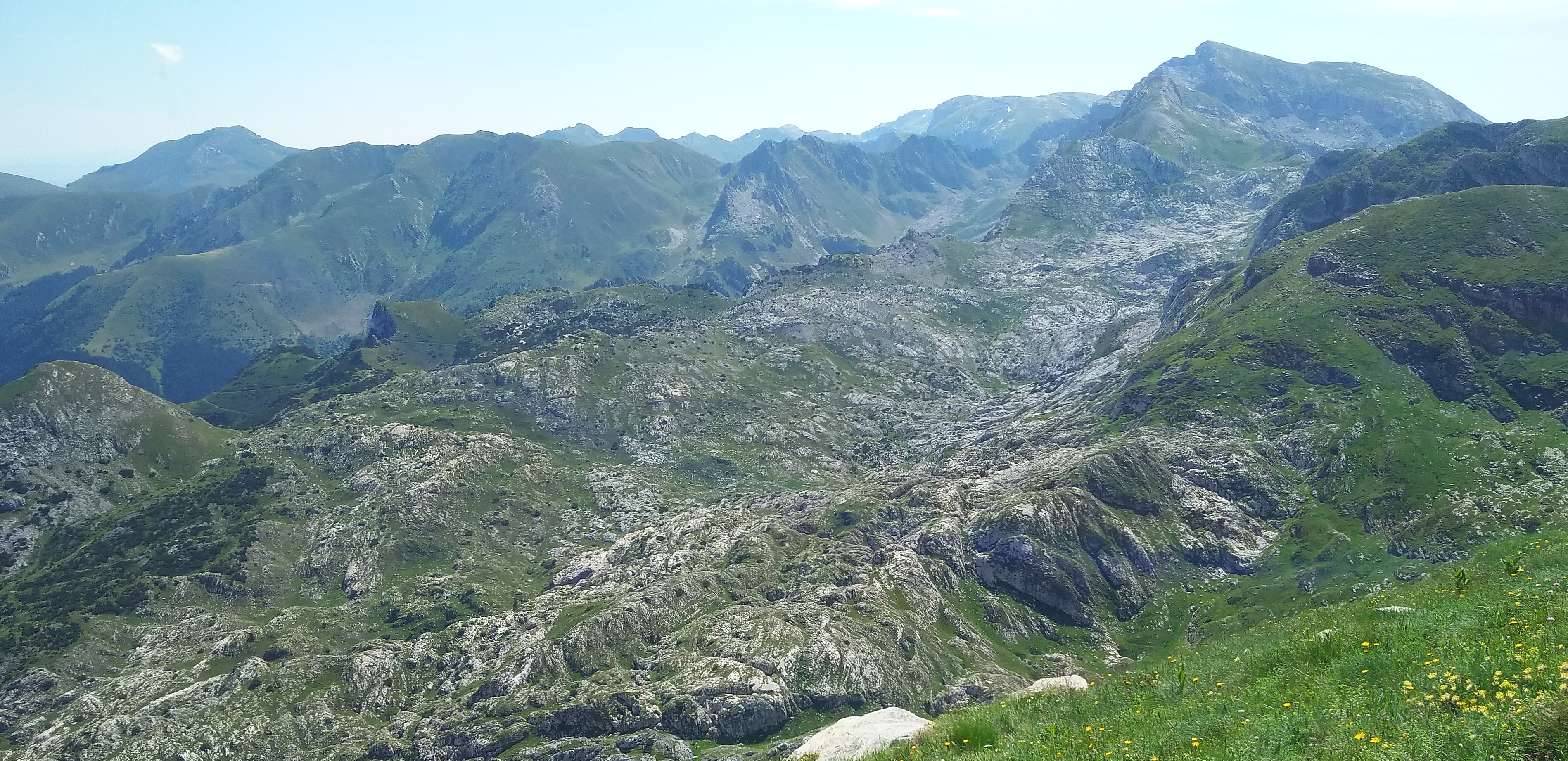
La Conca delle Carsene, una delle formazioni carsiche della zona

L'area protetta comprende una vasta zona del versante piemontese delle Alpi Liguri. Il territorio del parco è noto con il nome di Piccole Dolomiti, e nel suo sottosuolo è presente un sistema carsico di grotte che si snodano per chilometri. Tra le principali cime incluse in tutto o in parte nel parco si possono ricordare, oltre al Marguareis, la Cima delle Saline, il Monte Bertrand, la Cima Cars e la Cima della Fascia.

## Flora

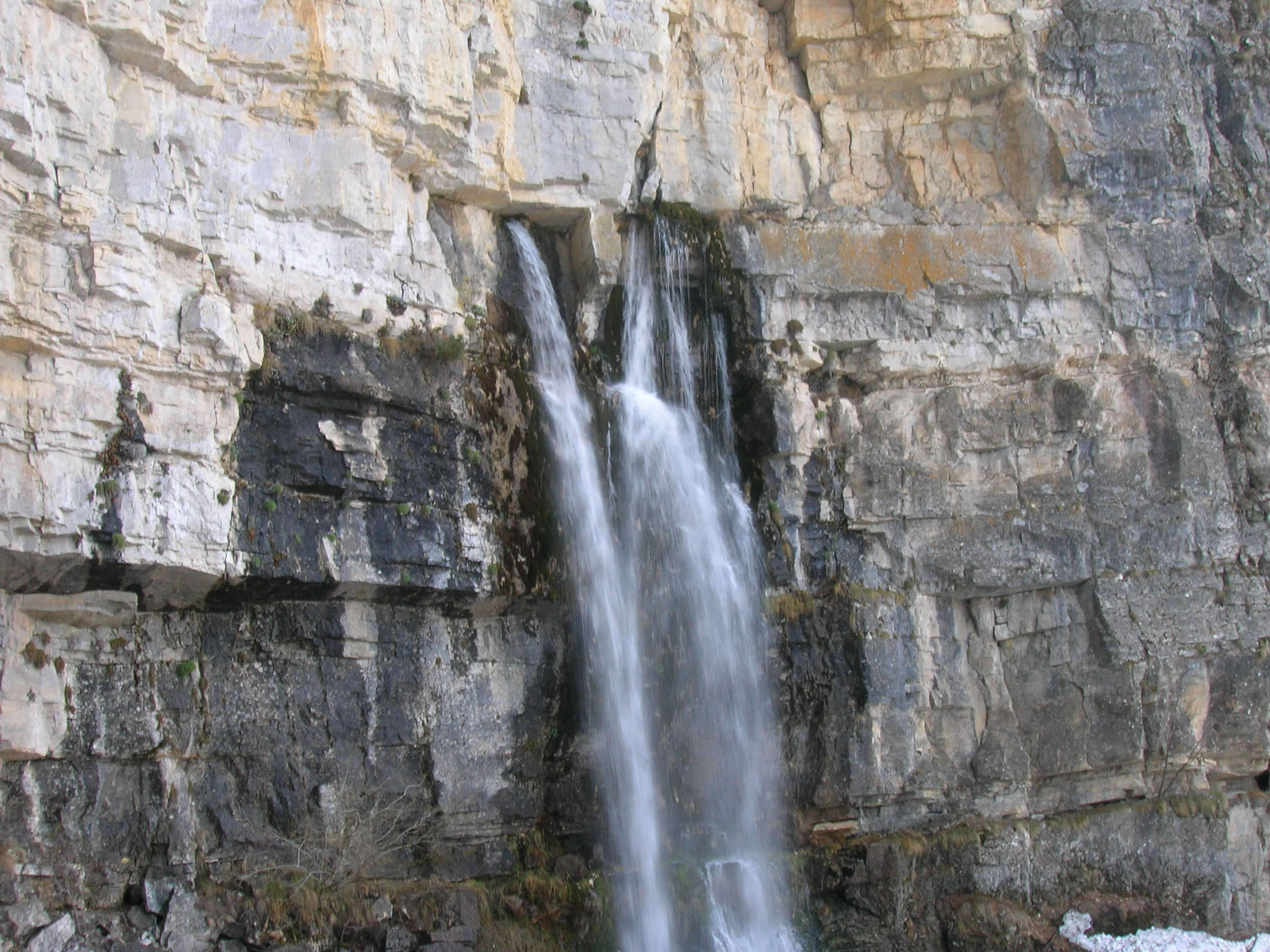
Il Pis del Pesio

Il parco regionale ospita vaste aree a bosco (in particolare faggete, abetine e lariceti), il cui sviluppo fu favorito dalla presenza dei monaci della Certosa di Pesio. Le sue caratteristiche geografiche, climatiche (che presentano elementi sia alpini che mediterranei) e geologiche sostengono una notevolissima biodiversità vegetale. Nell'area protetta sono infatti state censite circa 1500 diverse specie vegetali, tra le quali sono ad esempio notevoli Saxifraga cernua, Viola pinnata e l'ormai rarissima scarpetta di Venere..

## Fauna
Tra le presenza faunistiche più vistose possono essere citate quelle di specie tipicamente alpine come camoscio, marmotta, aquila e gallo forcello. La presenza del lupo, indice di una alta qualità ambientale dell'area, data dalla metà degli Anni Novanta, quando si stabilì nell'area protetta il primo branco stabile documentato sulle Alpi italiane dopo la scomparsa di questo predatore avvenuta nel corso dell'Ottocento.

## Escursionismo
Una ampia rete di sentieri segnati è disponibile all'interno del parco, che è anche attraversato dal tratto più meridionale della GTA.